# 宇津木丽华
宇津木丽华（日语：宇津木 麗華（うつぎ れいか），1963年6月1日—）是一名日本女子垒球运动员，位置是內野手，現職垒球教練。她出生在中国北京，原名任彦丽，於1995年歸化日本。她目前也是群马县高崎RENESAS俱乐部垒球隊的教練，三次領導該隊獲得日本垒球联赛冠軍。
她起初被培養成標槍運動員，自14歲起改為壘球。她曾在1990年世界女子壘球錦標賽中擔任中國隊隊長，獲得銅牌，兼為亞洲第一。
歸化日本後，她在2000年夏季奧林匹克運動會壘球比賽中，参加了女子垒球比赛并为日本队获得女子团体银牌。再於2004年夏季奥林匹克运动会垒球比赛中出戰，获得女子团体銅牌。
在2020東京奧運中，作為日本女壘國家隊主教練，領導隊伍獲得金牌。